# نائوتو هایاساکا
نائوتو هایاساکا (انگلیسی: Naoto Hayasaka؛ زادهٔ ۴ دسامبر ۱۹۹۵) یک ژیمناست هنری اهل ژاپن است.
از افتخارات وی میتوان به کسب مدال طلا تیمی در مسابقات جهانی ژیمناستیک هنری ۲۰۱۵ اشاره کرد.